# Le Mesnil-Jourdain
Le Mesnil-Jourdain és un municipi francès situat al departament de l'Eure i a la regió de Normandia. L'any 2007 tenia 240 habitants.

## Demografia

### Població
El 2007 la població de fet de Le Mesnil-Jourdain era de 240 persones. Hi havia 94 famílies de les quals 12 eren unipersonals (12 dones vivint soles i 12 dones vivint soles), 41 parelles sense fills, 33 parelles amb fills i 8 famílies monoparentals amb fills.
La població ha evolucionat segons el següent gràfic:
Habitants censats

### Habitatges
El 2007 hi havia 108 habitatges, 95 eren l'habitatge principal de la família, 9 eren segones residències i 4 estaven desocupats. 107 eren cases i 1 era un apartament. Dels 95 habitatges principals, 82 estaven ocupats pels seus propietaris, 11 estaven llogats i ocupats pels llogaters i 1 estava cedit a títol gratuït; 1 tenia dues cambres, 9 en tenien tres, 24 en tenien quatre i 61 en tenien cinc o més. 79 habitatges disposaven pel capbaix d'una plaça de pàrquing. A 32 habitatges hi havia un automòbil i a 60 n'hi havia dos o més.

### Piràmide de població
La piràmide de població per edats i sexe el 2009 era:
| Homes | Edats   | Dones |
| ----- | ------- | ----- |
| 0     | 95 o +  | 0     |
| 0     | 90 a 94 | 0     |
| 0     | 85 a 89 | 0     |
| 0     | 80 a 84 | 0     |
| 0     | 75 a 79 | 0     |
| 0     | 70 a 74 | 4     |
| 4     | 65 a 69 | 4     |
| 12    | 60 a 64 | 8     |
| 0     | 55 a 59 | 4     |
| 12    | 50 a 54 | 4     |
| 4     | 45 a 49 | 20    |
| 20    | 40 a 44 | 20    |
| 12    | 35 a 39 | 4     |
| 8     | 30 a 34 | 12    |
| 0     | 25 a 29 | 0     |
| 8     | 20 a 24 | 8     |
| 24    | 15 a 19 | 0     |
| 4     | 10 a 14 | 8     |
| 20    | 5 a 9   | 4     |
| 8     | 0 a 4   | 4     |

## Economia
El 2007 la població en edat de treballar era de 166 persones, 122 eren actives i 44 eren inactives. De les 122 persones actives 111 estaven ocupades (55 homes i 56 dones) i 11 estaven aturades (3 homes i 8 dones). De les 44 persones inactives 21 estaven jubilades, 14 estaven estudiant i 9 estaven classificades com a «altres inactius».

### Ingressos
El 2009 a Le Mesnil-Jourdain hi havia 91 unitats fiscals que integraven 245 persones, la mediana anual d'ingressos fiscals per persona era de 21.684 €.

### Activitats econòmiques
Dels 7 establiments que hi havia el 2007, 2 eren d'empreses de construcció, 1 d'una empresa de comerç i reparació d'automòbils, 1 d'una empresa de transport, 1 d'una empresa d'hostatgeria i restauració, 1 d'una empresa financera i 1 d'una empresa de serveis.
L'únic servei als particulars que hi havia el 2009 era un electricista.
L'any 2000 a Le Mesnil-Jourdain hi havia 5 explotacions agrícoles.

## Poblacions més properes
El següent diagrama mostra les poblacions més properes.